# Montez Sweat
Shaquan Montez Sweat (Stone Mountain, 4 settembre 1996) è un giocatore di football americano statunitense che milita nel ruolo di outside linebacker per i Chicago Bears della National Football League (NFL).

## Carriera universitaria
Sweat al college giocò a football con i Michigan State Spartans nel 2014 e 2015 prima di passare ai Mississippi State Bulldogs, giocandovi nel 2017 e 2018.

## Carriera professionistica

### Washington Commanders
Sweat fu scelto nel corso del primo giro (26º assoluto) del Draft NFL 2019 dai Washington Redskins. Debuttò come professionista partendo come titolare nella gara del primo turno contro i Philadelphia Eagles mettendo a segno 5 tackle. Nella settimana 3 mise a segno il primo sack su Mitchell Trubisky dei Chicago Bears. La sua stagione da rookie si concluse con 50 tackle, 7 sack e 2 fumble forzati, disputando tutte le 16 partite come titolare. L'anno successivo mise a segno un nuovo primato personale di 9 sack.
Nel primo turno della stagione 2023 Sweat mise a segno 1,5 sack e forzò due fumble nella vittoria sugli Arizona Cardinals. In otto partite in stagione con la squadra fece registrare 6,5 sack.

### Chicago Bears
Il 31 ottobre 2023 Sweat fu scambiato con i Chicago Bears per una scelta del secondo giro del Draft NFL 2024. Quattro giorni dopo firmò un nuovo contratto quadriennale del valore di 98 milioni di dollari. Nel quindicesimo turno mise a referto 2,5 sack contro i Cleveland Browns. A fine stagione fu convocato per il suo primo Pro Bowl dopo essersi classificato decimo nella NFL con 12,5 sack.

## Palmarès
- Convocazioni al Pro Bowl: 1

2023